# Salvador Brugués i Fontané
Salvador Brugués i Fontané (Sant Hilari Sacalm, 1964) és un cuiner català especialitzat en cuina a baixa temperatura i cuina al buit, que col·labora amb el Celler de Can Roca.
Va estudiar a l'Escola d'Hostaleria i Turisme de Girona i exerceix com a professor en aquest centre educatiu des del 1990. És amic des de jove del xef gironí Joan Roca i Fontané amb qui ha col·laborat al Celler de Can Roca. Junts han escrit uns llibres de cuina i compartit diversos projectes. Va participar com a coordinador del projecte «Rocook»: el desenvolupament d'una placa d'inducció destinada a la cuina al buit i baixa temperatura per a ús domèstic. Imparteix cursos d'especialització sobre la cuina al buit i a baixa temperatura. Ha estat ponent de congressos com a col·laborador del Celler de Can Roca a Madrid Fusión, Fòrum Gastronòmic, entre d'altres.
Obres destacades amb Joan Roca
- La cocina al vacío (2003) de l'editorial Montagud Editores. Traduït a castellà, anglès, francès, alemany i italià.[8]
- Cuina amb Joan Roca (2014)[9]
- Cuina amb Joan Roca a baixa temperatura (2016)[10]
- Cuina mare (2019)[11][12][13]